# فارکاش بویایی
فارکاش بویایی (به مجاری: Farkas Bolyai) ‏(زاده ۱۷۷۵ میلادی – درگذشته ۱۸۵۶ میلادی) ریاضی‌دان مجار بود. وی که بیشتر در انزوا کار می‌کرد نام‌اش به صورت فارکاش بولیای و وولفگانگ بویایی هم ثبت شده‌است.

## زندگی
در ۳۰ بهمن ۱۱۵۳ هجری خورشیدی برابر با ۱۹ فوریه ۱۷۷۵ میلادی در شهر بویا، ترانسیلوانیا، مجارستان که هم‌اکنون در محدودهٔ کلوژ در کشور رومانی قرار دارد به دنیا آمد. پسر او یانوش بویایی نیز از بنیان‌گذاران شاخه‌ای از هندسهٔ نااقلیدسی که هندسهٔ هذلولوی یا هندسهٔ لباچفسکئی نامیده می‌شود است. او در دانشگاه گوتینگن در آلمان تحصیل کرد (۱۱۷۵–۱۱۷۸ ه‍. خ) و در آنجا گاوس دوست تمام عمرش را ملاقات کرد.
وی در ۲۹ آبان ۱۲۳۵ هجری خورشیدی برابر با ۲۰ نوامبر ۱۸۵۶ میلادی در شهر ماروش واشارهی، مجارستان (اکنون ترگومورش در کشور رومانی) درگذشت.

## آثار و مطالعات
او حاصل فعالیت‌های خود را در کتاب دوجلدی‌اش تنتامن در ۱۸۳۲ میلادی منتشر کرد. این کتاب کوششی بود در راه پی‌ریزی دقیق و منظم هندسه، حساب، جبر، و تحلیل ریاضی (آنالیز). در این کتاب، به عنوان ضمیمه، مقاله‌ای به قلم پسرش یانوش درج شده بود که در آن اصل توازی رد شده بود و بنیان شاخه‌ای از هندسهٔ نااقلیدسی که هندسهٔ هذلولوی یا هندسهٔ لباچفسکئی گذاره بود. این ضمیمه موجب جاودانه شدن تنتامن شد. بویایی خلاصه‌ای از کتاب خود را در ۱۸۵۱ میلادی به آلمانی منتشر کرد.